# 鶴見警察署 (大阪府)
鶴見警察署（つるみけいさつしょ）は、大阪府警察が管轄する警察署の一つである。

## 所在地・最寄り駅
- 大阪府大阪市鶴見区諸口6丁目1番1号 
  - 地下鉄長堀鶴見緑地線 横堤駅

## 所轄
- 大阪市鶴見区（門真警察署の管轄区域を除く）
- 大東市
  - 諸福七丁目、諸福八丁目（府道大阪中央環状線東側以西の区域）

## 交番
- 今津交番 - 大阪市鶴見区今津中三丁目5番34号
- 放出駅前交番 - 大阪市鶴見区放出東三丁目21番52号
- 放出大橋交番 - 大阪市鶴見区放出東一丁目18番2号
- 茨田北交番 - 大阪市鶴見区浜四丁目7番29号
- 茨田交番 - 大阪市鶴見区浜二丁目1番41号
- 茨田南交番 - 大阪市鶴見区徳庵一丁目1番8号
- 緑交番 - 大阪市鶴見区緑二丁目1番33号